# Hodi k oltarskomi svestvi
Hodi k oltarskomi svestvi (Hodi k oltarskemu svestvu) je prekmurski molitvenik Jožefa Klekla st. iz leta 1910. Tedaj je Klekl župnikoval v Pečarovcih na Goričkem. Molitvenik je napisan po Gajici.
Prva izdaja je izšla v nakladi desettisočih izvodov z naslovom: Hodi k oltarskomi svestvi. Molitvena kniga za vse najlemeniteše oltarsko svestvo lübéče kršcenike, posebno za mladino za kotrige »oltarskoga svestva« i »srca Jezusovoga« bratovčin.
Molitvenik je bil ponatisnjen leta 1923 v Tiskarni Sv. Cirila v Mariboru pod naslovom: Hodi k oltarskomi svestvi. Molitvena kniga za vse najplemeniteše oltarsko svestvo lübeče kršcenike, posebno za mladino, za kotrige »oltarskoga svestva« i »srca Jezušovoga« bratovčin.
Hodi k oltarskomi svetvi je bil namenjem okoli devetinšestdeset tisočim katolikom, ki so bivali med Muro in Rabo. Bil je nosilec verskega življenja in ohranjevalec narodne samobitnosti, kakor Kalendar Srca Jezušovoga in Marijin list.

## Cilj knjige
Jožef Borovnjak je v drugi polivici 19. stoletja prevzel jezikovne elemente iz osrednje slovenščine v prekmurščino. Klekl je nadaljeval Borovnjakovo delo. Leta 1908 je madžarski minister Albert Apponyi ukinil pouk prekmurskega jezika v slovenskih šolah na Ogrskem, zato se je Klekl oziral na Slovence na Krajnskem in Štajerskem. Mislil je, da Slovenci bodo podpirali uvedbo pouka v prekmurščini. Po priključitvi Prekmurja so slovenske oblasti v uvajale slovenski knjižni jezik, ki niso ga razumeli Prekmurci. Slovenski knjižni jezik ni upošteval značilnosti prekmurščine, čeprav so to predlagali tudi drugi slovenski izobraženci (npr. Božidar Borko).
Klekl, kot kandidat Slovenske ljudske stranke je na volitvah 28. novembra 1920 zahteval avtonomske pravice za prekmursko pokrajino zaradi jezikovnih, identičnih in gospodarskih posebnosti, medtem ko je ostro obsodil vendsko teorijo.